# Mircea Barnaure
Mircea Barnaure (* 1953 in Bukarest) ist ein rumänisch-deutscher Arzt, Autor und Maler.

## Leben
Barnaure wuchs in Bukarest auf. Nach seiner Promotion zog Barnaure in die BRD. Hier veröffentlichte er Beiträge zur Kulturkritik und zu erotischen Themen unter anderem unter den Pseudonymen Mircea Bernauer, Mischa Barnowskij, Vlad Ioanesco und Vlad-Michael Mircescu. Dabei arbeitete er mit der israelischen Malerin Gretty Rubinstein zusammen. Er lebt in Augsburg.

## Bücher
- Der Name Dracula, (pseud.Mischa Barnowskij), Bochum, Ribaldo Cor Verlag Dr. Mircea Barnaure-Nachbar, 1987. ISBN 3-9801522-1-9
- Die Hoden des Philosophen. Verräterische Einblicke, (pseud.Vlad Ioanesco), Bochum, Ribaldo Cor Verlag Dr. Mircea Barnaure-Nachbar, 1987. ISBN 3-9801522-0-0
- Das Weib – unfertige Lieder an die verlorene Magnifizenz der Frau, (pseud.Vlad-Michael Mircescu als Autor und Herausgeber sowie Vertonung, Bebilderung Gretty Rubinstein, Vernotung Astrid Hellmann), Jerusalem – Dürener Dorf, Dr. Barnaure & Nachbar, 1988. ISBN 3-9801522-6-X
- Reise in die Vergangenheit, (pseud.Mircea Barnauer, ill. Gretty Rubinstein, Übertragungen ins Französische von Anat Barzilai), Dortmund, Verlag Dr. Barnaure & Nachbar, 1989. ISBN 3-9801522-3-5
- Neuer Weg, (pseud. Mircesco Gretty), Jerusalem/Dürener Dorf, Barnaure & Nachbar, 1989. Keine ISBN
- Die fatale Frau oder die flüchtige Süsse des Lebens, (pseud.Mircea Bernauer, Ill. Gretty Rubinstein), 1990. ISBN 3-9801522-2-7
- Numele Dracului, Ed. Cassandra, Bukarest, 1991, ISBN 973-95446-0-6
- Misterul Isis-Afroditei, Ed. Cuvintul, Bukarest, 1991, ISBN 973-95493-0-6
- Femeia fatala, Ed. Casa noastra, Bukarest, 1992, ISBN 973-95732-0-7
- Der Name Dracula, Horlemann Verlag, 1993, ISBN 3-927905-83-6
- Das Mysterium Isis-Aphrodites, (Ill. Gretty Rubinstein), Orlean Verlag, Bochum, 1994, ISBN 3-9804153-1-7
- Gottfried Benn, Melancolie – versuri şi aforisme alese, (eine Benn-Anthologie, herausgegeben von Ioana Orleanu und Mircea Barnaure), Ed. Vremea, Bukarest, 2012, ISBN 978-973-645-516-2
- Die Schöne, die vorübergeht / Frumoasa care trece / Ant(h)ologie/Agenda 2014, Eine zweisprachige Anthologie deutscher und österreichischer Autoren von Hölderlin bis Stefan Zweig, Heine, Nietzsche, Rilke, George in Form einer Agenda für das Jahr 2014 (drei Gedichte und eine Illustration für jeden Monat, ein Aphorismus für jede Woche); übersetzt von Ioana Orleanu und Mircea Barnaure, Illustrationen von Mircea Barnaure, Herausgeberin Ioana Orleanu; Ed. Vremea, Bukarest, 2013, ISBN 978-973-645-594-0

## Auszeichnungen
- Literaturpreis der Deutschen Bundesärztekammer 1994 in Lauf an der Pegnitz für seine Ana-Chronik „Der Name Dracula“.[2]
- 1992 Ernennung zum Ritter-von-Ruhr von der Akademie Catavencu, einem Bukarester Satiremagazin.